# Parafia św. Ignacego Loyoli w Gdańsku
Parafia św. Ignacego Loyoli w Gdańsku – parafia rzymskokatolicka usytuowana w Gdańsku na osiedlu Orunia–Św. Wojciech–Lipce, w rejonie historycznym Stare Szkoty. Wchodzi w skład dekanatu Gdańsk Śródmieście, który należy do archidiecezji gdańskiej.
Na terenie parafii mieszka ok. 8387 osób (stan z 31 grudnia 2007 według danych z Urzędu Miasta).

## Zasięg parafii
- Stare Szkoty

ulice: Brzegi, Cienista, Cmentarna, Szkocka
- Orunia

ulice: Diamentowa, Głucha (oprócz bloków 21), Trakt św. Wojciecha (strona nieparzysta 21-115 i parzysta 18-58), Przy Torze, Sandomierska, Raduńska (nr 1-19 i 45-59), Rejtana, Kolonia Mysia, Kolonia Rola, Kolonia Orka, Kolonia Zaranie, Równa (nr 1-14 i 26), Serbska, Ubocze.
- Oruńskie Przedmieście

ulice: Małomiejska (nr 1-25 i 34-58), Podmiejska, Granitowa, Koralowa, Nakielska, Perłowa, Piaskowa, Ptasia, Zamiejska.
- Orunia nad Motławą

Ulice: Przybrzeżna (1-35), Sandomierska, Daleka, Smolna, Żabia. 
- Chełm B

ulice: Kolonia Anielinki, Hebanowskiego, Jabłońskiego, Suchanka, Szopińskiego, Zamiejska